# Horace Colmaire
Horace Raoul Colmaire né à Villers-Bretonneux le 6 juin 1875 et mort à Beauval le 20 février 1965 est un peintre français.

## Biographie
Horace Colmaire est à Amiens l'élève d'Albert Roze avant d'intégrer à Paris les ateliers de Léon Bonnat, Jules Adler et Raymond Allègre.
Il expose pour la première fois au Salon des artistes français en 1903. Il est sociétaire du Salon des artistes français de 1911 à 1940 et obtient plusieurs mentions honorables, une médaille d'argent en 1913 et une médaille d'or en 1921 qui le plaça alors hors-concours.
Il s'inspire de la vie rurale picarde, notamment de la région de Doullens et représente surtout des scènes d'intérieur de milieu modeste.

## Œuvres dans les collections publiques
- Péronne, musée Alfred Danicourt :
  - Le Vieux Picard, 1931, huile sur toile[4],[5] ;
  - L'Église de Fienvillers, huile sur toile[6].

## Récompenses et distinctions
- Médaille d'or au Salon de 1921.
- Chevalier des palmes académiques.
- Chevalier de la Légion d'honneur.